# TV-1203
TV-1203是一种含氮有机化合物，分子式C
11H
15NO
4，为L-多巴的乙酯，可作为帕金森氏病治疗药物，从未上市销售。